# 11769 Alfredjoy
11769 Alfredjoy là một tiểu hành tinh vành đai chính với chu kỳ quỹ đạo là 1530.3379943 ngày (4.19 năm).
Nó được phát hiện ngày 29 tháng 9 năm 1973.